# Protura
Protura é uma classe pertencente a Hexapoda, foi descrita por Silvestri em 1907, são encontrados em todos os continentes, exceto na Antártica. Atualmente são conhecidas mais de 800 espécies, sendo três ordens (Acerentomata, Eosentomata e Sinentomata), sete famílias e 77 gêneros. Silvestri (1938) foi o primeiro a descrever uma espécie no Brasil, Acerentulus travassosi. Bonet (1950) descreveu a segunda, e assim foram surgindo novos pesquisadores com outras espécies. Até agora, foram descritas 26 espécies no Brasil.
Os proturos são pequenos, delicados, pálidos, quase não pigmentados, podendo chegar apenas a 2.5 mm aproximadamente. Possuem o corpo fusiforme dividido em: cabeça coniforme; tórax, com três seguimentos; e o abdome, com 12 segmentos.  Não possuem olhos e antenas. Seu desenvolvimento larval é anamórfico, com segmentos adicionados posteriormente durante o desenvolvimento. São encontrados exclusivamente em solo, musgos e folhiços. Estudos mostram que é provável que eles se alimentem de matéria vegetal em decomposição e fungos. Algumas espécies se alimentam de micorrizas de fungos. O desenvolvimento pós-embrionário é composto de fase pré-larval, larvas (1-3) e adulto.

## Etimologia
O nome Protura vem do grego, união de protos (primitiva) e oura (cauda), e faz referência ao abdômen dos proturos parecer primitivo em relação aos outros Hexapoda.

## Distribuição
A maior quantidade de espécies pode ser encontrada na região paleártica, que engloba Europa, Norte de África, grande parte da Arábia e a Ásia a norte do Himalaia, com quase 80 gêneros descritos. Também podem ser encontrados em menor diversidade em outros continentes, com única exceção o continente Antártico. A menor diversidade é na região australiana, com apenas 15 gêneros descritos, seguida da região afrotropical com 17 gêneros. Pouco se sabe sobre a ecologia desses animais, mas é inegável que a sua capacidade de dispersão não é muito evidente. Devido a isso, supõe-se que algumas espécies encontradas na Europa Central foram dispersadas mediante ação humana.

## Registro fóssil e Evolução
Até o momento nenhum fóssil de Protura foi encontrado, contudo, existem registros de fósseis de outros entognatos, como Collembola e Diplura. Devido a essa ausência de fósseis do grupo, é difícil entender sua história evolutiva, principalmente saber se a diversificação começou no Devoniano, antes da ruptura da Pangeia, ou se aconteceu mais recentemente e eles se dispersaram por grandes regiões geográficas.

## Filogenia e sistemática

###### Posição do grupo em Hexapoda
Protura era tradicionalmente classificado como uma ordem de Entognatha, mas as filogenias recentes recuperam Entognatha como grupo parafilético. Protura, Diplura e Collembola são considerados classes em trabalhos recentes. As relações filogenéticas entre as classes de Hexapoda ainda são bem debatidas. Filogenias mais recentes recuperam Protura como grupo irmão de Collembola, formando o clado Ellipura, e Diplura como grupo irmão de Insecta, formando o clado Cercophora.
|  | Collembola |
|  |            |
|  | Protura    |
|  |            |

|  | Diplura |
|  |         |
|  | Insecta |
|  |         |

|  | Collembola |
|  |            |
|  | Protura    |
|  |            |

|  | Diplura |
|  |         |
|  | Insecta |
|  |         |

###### Filogenia de Protura
Três ordens são recuperadas em uma filogenia molecular: Acerentomata, Eosentomata e Sinentomata. Nessa filogenia, Acerentomata é grupo irmão de Sinentomata e Acerentomata + Sinentomata é grupo irmão de Eosentomata, que é a primeira ordem a divergir dentro de Protura. A classe possui sete famílias que são divididas assim: Eosentomidae e Anteliontomidae pertencem a ordem Eosentomata; Sinentomidae e Fujientomidae pertencem a ordem Sinentomata; Acerentomidae, Hesperentomidae e Protentomidae pertencem a ordem Acerentomata. Acerentomidae é a família mais diversa de Protura.

|  | Eosentomidae    |
|  |                 |
|  | Anteliontomidae |
|  |                 |

|  | Sinentomidae  |
|  |               |
|  | Fujientomidae |
|  |               |

|  | Acerentomidae                                                     |
|  |                                                                   |
|  | \| \| Protentomidae \| \| \| \| \| \| Hesperentomidae \| \| \| \| |
|  |                                                                   |
|  | Protentomidae                                                     |
|  |                                                                   |
|  | Hesperentomidae                                                   |
|  |                                                                   |

|  | Protentomidae   |
|  |                 |
|  | Hesperentomidae |
|  |                 |

|  | Sinentomidae  |
|  |               |
|  | Fujientomidae |
|  |               |

|  | Acerentomidae                                                     |
|  |                                                                   |
|  | \| \| Protentomidae \| \| \| \| \| \| Hesperentomidae \| \| \| \| |
|  |                                                                   |
|  | Protentomidae                                                     |
|  |                                                                   |
|  | Hesperentomidae                                                   |
|  |                                                                   |

|  | Protentomidae   |
|  |                 |
|  | Hesperentomidae |
|  |                 |

|  | Eosentomidae    |
|  |                 |
|  | Anteliontomidae |
|  |                 |

|  | Sinentomidae  |
|  |               |
|  | Fujientomidae |
|  |               |

|  | Acerentomidae                                                     |
|  |                                                                   |
|  | \| \| Protentomidae \| \| \| \| \| \| Hesperentomidae \| \| \| \| |
|  |                                                                   |
|  | Protentomidae                                                     |
|  |                                                                   |
|  | Hesperentomidae                                                   |
|  |                                                                   |

|  | Protentomidae   |
|  |                 |
|  | Hesperentomidae |
|  |                 |

|  | Sinentomidae  |
|  |               |
|  | Fujientomidae |
|  |               |

|  | Acerentomidae                                                     |
|  |                                                                   |
|  | \| \| Protentomidae \| \| \| \| \| \| Hesperentomidae \| \| \| \| |
|  |                                                                   |
|  | Protentomidae                                                     |
|  |                                                                   |
|  | Hesperentomidae                                                   |
|  |                                                                   |

|  | Protentomidae   |
|  |                 |
|  | Hesperentomidae |
|  |                 |

## Biologia

### Ambiente e Alimentação
Proturos fazem parte da meiofauna do solo, sendo distribuídos em áreas suficientemente úmidas que apresentam crescimento de vegetação ou na presença de matéria orgânica apodrecida; também são encontrados em musgos e líquens; em ninhos de mamíferos escavadores; além de cavernas, estando especialmente presentes nas entradas.
A respeito da alimentação, diferentes estudos demonstraram a utilização do aparato bucal para a sucção de hifas micorrízicas e hifas livres no solo em Baculentulus densus, Nipponentomon nippon, Eosentomon transitorium. O tempo para a alimentação pode durar até uma hora e esses animais podem ficar até uma semana sem se alimentar.

### Desenvolvimento
Diferentemente de outros hexapoda, proturos apresentam anamorfose durante seu desenvolvimento. O desenvolvimento pós-embrionário leva de 3 a 5 mudas até o estágio adulto, não se sabe se o adulto continua a sofrer mudas. Os estágios imaturos nos proturos são chamados de larva, essa nomenclatura é tradicional entre esse e outros grupos, no entanto, a larva verdadeira ocorre apenas em Holometabula. O primeiro estágio após a eclosão é uma pré-larva com 9 segmentos abdominais e com peças bucais pouco desenvolvidas, da mesma forma, as pernas também podem ser pouco desenvolvidas. Do estágio de pré-larva o animal se desenvolve em uma larva 1 com 9 segmentos abdominais, pernas e boca completamente desenvolvidas. O próximo estágio é uma larva 2 com 10 segmentos abdominais. Segue-se após esse, a larva 3 (maturus junior), apresentando 12 segmentos abdominais, poucas setas e nenhuma genitália externa. Por fim, a partir desse estágio se desenvolve o adulto; em acerontomídeos, no entanto, há um estágio de pré-imago com genitália externa incompleta entre a larva 3 e o adulto.

### Comportamento
Pouco se sabe a respeito do comportamento de proturo. Balkenhol demonstrou diferenças no padrão de movimentação de animais da espécie Acerentomon nemorale. Quando em ambientes pouco perturbados, foi observado pouco movimento, de forma que a migração desses animais pode ser dependente da presença de influências ambientais negativas, como a temperatura desfavorável. Comportamento defensivo também foi observado, sendo que os proturos possuem glândulas exócrinas, cuja maior delas possui aberturas na parte posterior do oitavo seguimento abdominal, através do qual é liberada uma substância viscosa que pode ser suficiente para prevenir predação de outros pequenos animais.

### Reprodução
Há uma escassez de informações a respeito do comportamento reprodutivo no grupo. Contudo, em machos, há a presença de espermatóforo, indicando que o modo de inseminação pode ser a transferência indireta de esperma.

## Morfologia

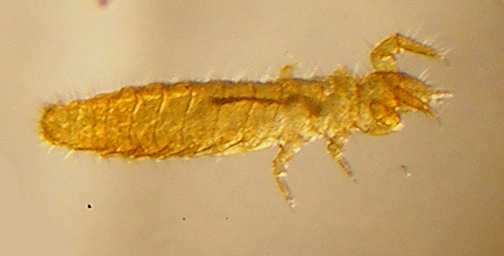
Acerentomon sp. visto sob estereomicroscópio

Proturos tem o corpo medindo entre 0.7-2.5 mm. Sua cutícula não possui pigmento, o que proporciona ao grupo uma coloração esbranquiçada ou amarelo-claro, com exceção da família Sinentomidae, que apresenta coloração marrom avermelhada. A cabeça possui um endoesqueleto cuticular e tem formato semelhante a uma pipeta, o que pode otimizar a obtenção de alimento por sucção; não possuem olhos nem antenas, mas possuem um par de pseudóculos (órgãos sensoriais possivelmente homólogos aos órgãos pós antenais de Collembola) e pernas dianteiras dotadas de sensilas bem desenvolvidas que também funcionam como órgãos sensoriais.
O abdômen possui 12 segmentos, sendo dividido em oito largos segmentos (pré-abdômen), seguido de quatro segmentos menores (pós-abdômen). Os três primeiros segmentos possuem um par de apêndices latero-ventrais cada, que podem ter um ou dois segmentos e podem conter uma a cinco setas. Em Acerentomata, o VIII segmento abdominal apresenta uma faixa estriada mais ou menos distintamente desenvolvida. Um sistema traqueal rudimentar está presente no meso e metatórax de Eosentomata and Sinentomidae, sendo presente um par de espiráculos em cada, localizados lateralmente nos tergitos. A genitália externa em ambos os sexos é formada em uma câmara genital que se abre para o exterior por uma abertura transversa entre o esternito do décimo primeiro segmento e o télson (último segmento abdominal). Glândulas defensivas de tamanhos variáveis estão presentes em pares localizadas dorsalmente no pré-abdômen, abrindo para o exterior na parte posterior do oitavo tergito abdominal, Sinentomata e Acerentomata apresentam estruturas pectinadas que funcionam como tampas e cobrem o orifício dessas glândulas. Proturos não apresentam cercos.

## Importância
Perturbações tanto naturais, quanto causadas pela ação do homem, são comuns aos ecossistemas e desempenham um papel importante na dinâmica da natureza. Conhecer os grupos de espécies que habitam os solos é extremamente necessário, pois podem servir de bioindicadores, já que são muito sensíveis às perturbações. Essas espécies contribuem para a biodiversidade florestal e serviços ecossistêmicos, controlando alguns processos do solo como decomposição e ciclagem de nutrientes. 
Microatrópodes como os Protura, sendo consumidores secundários, desempenham um papel importante na teia alimentar do decompositor e contribuem para a microestrutura do solo e formação de húmus. Mudanças na disponibilidade de recursos devido a distúrbios da floresta, causam um efeito que alteram as comunidades microbianas do solo e indiretamente os Protura. Após todo um estudo com essa classe de Hexapoda, foi concluído que a perturbação da floresta estudada teve efeitos prejudiciais sobre a diversidade e abundância de Protura, confirmando assim, sua importância como bioindicador.